# بيرسي أبوت (محامي)
بيرسي أبوت هو محامي كندي، ولد في 29 أبريل 1882، وتوفي في 7 نوفمبر 1942.
1. 1 2  John William Leonard (1925), Who's Who in Jurisprudence (بالإنجليزية), p. 3, QID:Q109247591